# Abelsche Gruppe
Eine abelsche Gruppe ist eine Gruppe, d. h. eine bestimmte Menge von Elementen zusammen mit einer Verknüpfung, für die zusätzlich das Kommutativgesetz gilt.
Der mathematische Begriff abelsche Gruppe, auch kommutative Gruppe genannt, verallgemeinert das Rechnen mit Zahlen. Die Addition rationaler Zahlen und die Multiplikation rationaler Zahlen {\displaystyle \neq 0} erfüllen eine Reihe gemeinsamer Gesetze. Diese Regeln kommen oft in Geometrie und Algebra vor. So zum Beispiel bei Verschiebungen, Drehungen der Ebene um einen Punkt, Addition von Funktionen. Ornamente in Kunst und Natur zeichnen die Spuren abelscher Gruppen.
Deswegen wird von der speziellen Bedeutung des Additionszeichens {\displaystyle +} und des Multiplikationszeichens {\displaystyle \cdot } abstrahiert und der Begriff der kommutativen oder abelschen Gruppe geschaffen. Der Name ist zu Ehren des norwegischen Mathematikers Niels Henrik Abel gewählt worden.

## Definition
Sei {\displaystyle G} eine Menge. Jedem Paar {\displaystyle (a,b)\in G\times G} sei genau ein Element {\displaystyle a\circ b\in G} zugeordnet. Das Paar {\displaystyle (G,\circ )} heißt abelsche Gruppe, wenn die Verknüpfung {\displaystyle \circ \colon \,G\times G\to G,(a,b)\mapsto a\circ b} die folgenden Gesetze erfüllt:
1. Assoziativgesetz:     Für alle {\displaystyle a,b,c\in G} gilt: {\displaystyle a\circ (b\circ c)=(a\circ b)\circ c}.
2. Kommutativgesetz:                    Für alle {\displaystyle a,b\in G} gilt: {\displaystyle a\circ b=b\circ a}.
3. Neutrales Element:                   Es gibt ein Element {\displaystyle e\in G}, so dass für alle {\displaystyle a\in G} gilt: {\displaystyle a\circ e=a}.
4. Inverses Element:          Zu jedem {\displaystyle a\in G} gibt es ein {\displaystyle a^{-1}\in G} mit {\displaystyle a\circ a^{-1}=e}.[1]

Eine Gruppe {\displaystyle (G,\circ )} heißt nichtabelsch, wenn in ihr mindestens ein Paar {\displaystyle (a,b)} existiert mit {\displaystyle a\circ b\neq b\circ a}, also das Kommutativgesetz nicht erfüllt ist.

## Erläuterungen
- Wird bei den Axiomen das Kommutativgesetz weggelassen, so ergibt sich eine Gruppe. Eine abelsche Gruppe ist daher nichts anderes als eine Gruppe, für die zusätzlich das Kommutativgesetz gilt.
- Das neutrale Element und das inverse Element eines jeden Gruppenelementes sind eindeutig bestimmt, wie sich aus den Axiomen zeigen lässt.
- Meist wird eine abelsche Gruppe additiv mit dem Verknüpfungszeichen {\displaystyle +} geschrieben und dann ein Modul genannt. In diesem Falle heißen {\displaystyle a+b} die Summe von {\displaystyle a} und {\displaystyle b}, das neutrale Element Nullelement oder einfach Null und wird {\displaystyle 0} geschrieben. Das Inverse von {\displaystyle a} wird dann als dessen Entgegengesetztes mit {\displaystyle -a} bezeichnet.
- Eine kommutative Gruppe kann auch multiplikativ mit dem Verknüpfungszeichen {\displaystyle \cdot } geschrieben werden. Dann heißt {\displaystyle a\cdot b} oder einfach {\displaystyle ab} das Produkt von {\displaystyle a} und {\displaystyle b}. In diesem Falle heißt das neutrale Element Einselement oder einfach Eins und wird {\displaystyle 1} geschrieben. Das Inverse von {\displaystyle a} bezeichnet man nun mit {\displaystyle a^{-1}}.
- In einem Modul wird die Differenz zweier Elemente erklärt als {\displaystyle a-b:=a+(-b)}. Es gelten dann die Regeln: {\displaystyle -(a+b)=(-a)+(-b),-(a-b)=(-a)+b}. Wird die abelsche Gruppe multiplikativ geschrieben, so definiert man entsprechend den Quotienten {\displaystyle a/b:=a\cdot b^{-1}}.

## Beispiele
1. {\displaystyle (\mathbb {Z} ,+)} ist die wichtigste abelsche Gruppe. Dabei ist {\displaystyle \mathbb {Z} } die Menge der ganzen Zahlen und {\displaystyle +} die gewöhnliche Addition.
2. {\displaystyle (\mathbb {Q} ^{*},\cdot )} ist eine abelsche Gruppe. Dabei ist {\displaystyle \mathbb {Q} ^{*}} die Menge der rationalen Zahlen ohne die {\displaystyle 0} und {\displaystyle \cdot } ist die gewöhnliche Multiplikation.
3. Die Menge der endlichen Dezimalzahlen sind bezüglich der Multiplikation keine abelsche Gruppe. Zum Beispiel hat die Zahl {\displaystyle 3} kein Inverses bezüglich der Multiplikation. {\displaystyle {\frac {1}{3}}} lässt sich nicht als endlicher Dezimalbruch schreiben. Bezüglich der normalen Addition bilden die endlichen Dezimalbrüche eine abelsche Gruppe.
4. Die Menge der Verschiebungen in der euklidischen Ebene bilden eine abelsche Gruppe. Die Verknüpfung ist die Hintereinanderausführung der Verschiebungen.Ein  Dreieck wird um den Verschiebungsvektor {\displaystyle {\vec {v}}} verschoben

Ein Dreieck wird um den Verschiebungsvektor verschoben

5. Die Menge der Drehungen in einer Ebene um einen Punkt bilden eine abelsche Gruppe. Die Verknüpfung ist die Hintereinanderausführung der Drehungen.
6. Die Menge der Drehstreckungen in einer Ebene bilden eine abelsche Gruppe.
7. Von genügend kleinen Gruppen lässt sich  die Verknüpfungstafel aufschreiben.{\displaystyle {\begin{matrix}\circ |&e|&a|&b|\\\hline \hline e|&e|&a|&b|\\\hline a|&a|&b|&e|\\\hline b|&b|&e|&a|\\\hline \end{matrix}}}. Ist es die Tafel einer abelschen Gruppe, so ist die Tafel symmetrisch zur Hauptdiagonale. Diese Tafel ergibt sich beispielsweise, wenn man die Drehungen eines gleichseitigen Dreiecks um den Schwerpunkt betrachtet, die das Dreieck in sich überführen. {\displaystyle e} ist die Drehung um {\displaystyle 0^{\circ }}, {\displaystyle a} ist die Drehung um {\displaystyle 120^{\circ }} und {\displaystyle b} ist die Drehung um {\displaystyle 240^{\circ }}.
8. Sind {\displaystyle A,B} abelsche Gruppen, so wird {\displaystyle A\times B=\{(a,b)|a\in A,\ b\in B\}} zu einer abelschen Gruppe durch {\displaystyle (a,b)+(a',b'):=(a+a',b+b')}.
9. Ist {\displaystyle I} eine Menge und {\displaystyle A} eine abelsche Gruppe, so ist {\displaystyle A^{I}:=\{f|f\colon I\to A\}} eine Gruppe, wenn definiert wird: {\displaystyle (f+g)(i):=f(i)+g(i)}. Es heißt {\displaystyle f(i)} die {\displaystyle i}te Komponente von {\displaystyle f}.  Oft wird {\displaystyle f} als Vektor geschrieben  der Form {\displaystyle (a_{i})}. Dabei ist {\displaystyle a_{i}=f(i)}. Ist {\displaystyle I=\mathbb {N} }, so ist {\displaystyle A^{\mathbb {N} }} die Menge der Folgen, wobei die Folgenglieder Elemente aus {\displaystyle A} sind. Ist {\displaystyle I=\{1,\dots ,n\}}, so ist {\displaystyle \mathbb {Z} ^{n}=\{(a_{1},\dots ,a_{n})|{\text{ mit }}a_{i}\in \mathbb {Z} \}}.
10. Die reellen Zahlen bilden mit der Addition eine abelsche Gruppe; ohne die Null bilden sie mit der Multiplikation eine abelsche Gruppe.
11. Allgemeiner liefert jeder Körper {\displaystyle (K,+,\cdot )} in derselben Weise zwei abelsche Gruppen {\displaystyle \left(K,+\right)} und {\displaystyle (K\setminus \{0\},\cdot )}.
12. Hingegen ist die Gruppe {\displaystyle (\mathrm {GL} _{n}(K),\cdot )} der invertierbaren {\displaystyle (n\times n)}-Matrizen über einem Körper {\displaystyle K} für {\displaystyle n>1} ein Beispiel für eine nichtabelsche Gruppe. Die kleinste nichtabelsche Gruppe ist übrigens die symmetrische Gruppe S3 mit sechs Elementen.

## Untergruppen
Eine nicht leere Teilmenge {\displaystyle U}  der abelschen Gruppe {\displaystyle A} heißt Untergruppe, wenn sie bezüglich der Gruppenoperation selber eine Gruppe ist. Dies ist genau dann der Fall, wenn für alle {\displaystyle a,b\in U} gilt: {\displaystyle a-b\in U}. In diesem Artikel wird die folgende Bezeichnung gewählt:{\displaystyle U\hookrightarrow A}.
1. {\displaystyle \mathbb {Z} } ist Untergruppe von {\displaystyle \mathbb {Q} }.
2. Der Durchschnitt von Untergruppen ist eine Untergruppe.
3. Ist {\displaystyle A} eine Gruppe und {\displaystyle n\in \mathbb {N} }, so sind  {\displaystyle A[n]:=\{a|a\in A,a\cdot n=0\}} und {\displaystyle A\cdot n:=\{a\cdot n|a\in A\}} Untergruppen von  {\displaystyle A}.[3] Zum Beispiel ist {\displaystyle 2\cdot \mathbb {Z} =\{a\cdot 2|a\in \mathbb {Z} \}=\mathbb {Z} \cdot 2=} Menge der geraden Zahlen,  eine Untergruppe von {\displaystyle \mathbb {Z} }.
4. Jede Teilmenge {\displaystyle U\subset A} ist enthalten in einer kleinsten Untergruppe, die {\displaystyle U} enthält. Diese Untergruppe heißt die von {\displaystyle U} erzeugte Untergruppe von {\displaystyle A}. Sie wird mit {\displaystyle \left\langle U\right\rangle } bezeichnet.
5. Sind {\displaystyle U,V} Untergruppen von {\displaystyle A}, so ist die Menge {\displaystyle U+V:=\{u+v\vert u\in U,v\in V\}} eine Untergruppe von {\displaystyle A}. Allgemeiner: Ist {\displaystyle (U_{i}|i\in I)} eine Familie von Untergruppen, so ist {\displaystyle \sum \limits _{i\in I}U_{i}:=\{\sum _{i\in I}u_{i}\vert u_{i}\in U_{i}\}} eine Untergruppe von {\displaystyle A}. Sie heißt die Summe der Untergruppen .
6. Ist {\displaystyle U\subset A}, so ist die von {\displaystyle U} erzeugte Untergruppe {\displaystyle \left\langle U\right\rangle =\sum _{u\in U}\left\langle u\right\rangle }. Ist {\displaystyle \left\langle U\right\rangle =A} so heißt {\displaystyle U} ein Erzeugendensystem von {\displaystyle A}.
7. Eine abelsche Gruppe {\displaystyle A} heißt endlich erzeugt , wenn es eine endliche Teilmenge {\displaystyle U\subset A} gibt, so dass {\displaystyle \left\langle U\right\rangle =A} gilt. Ist {\displaystyle A} von einem Element {\displaystyle a\in A} erzeugt, so heißt {\displaystyle A} zyklisch. Es wird  {\displaystyle A=a\cdot \mathbb {Z} } geschrieben. 
  1. Jede Untergruppe von {\displaystyle \mathbb {Z} } ist zyklisch.
  2. Das heißt beispielsweise: Die Summe zweier zyklischer Untergruppen von {\displaystyle \mathbb {Z} } ist wieder zyklisch. Es gilt {\displaystyle a\cdot \mathbb {Z} +b\cdot \mathbb {Z} =\operatorname {ggT} (a,b)\cdot \mathbb {Z} }. Dabei ist {\displaystyle \operatorname {ggT} (a,b)} der größte gemeinsamer Teiler von {\displaystyle a,b}. Zum Beispiel ist: {\displaystyle 6\cdot \mathbb {Z} +9\cdot \mathbb {Z} =3\cdot \mathbb {Z} }.
  3. Sind {\displaystyle a\cdot \mathbb {Z} ,b\cdot \mathbb {Z} } Untergruppen von {\displaystyle \mathbb {Z} }, dann ist {\displaystyle a\cdot \mathbb {Z} \cap b\cdot \mathbb {Z} =\operatorname {kgV} (a,b)\cdot \mathbb {Z} }. Dabei ist {\displaystyle \operatorname {kgV} (a,b)} das kleinste gemeinsame Vielfache von {\displaystyle a,b}. Zum Beispiel {\displaystyle 3\mathbb {Z} \cap 5\mathbb {Z} =15\mathbb {Z} }.
  4. {\displaystyle (\mathbb {Q} ,+)} ist nicht endlich erzeugt. Genauer: Ist {\displaystyle U} ein Erzeugendensystem von {\displaystyle (\mathbb {Q} ,+)} und ist {\displaystyle u\in U}, so ist auch noch {\displaystyle U\setminus \{u\}} ein Erzeugendensystem.

Einige Gruppen in Kunst und Natur
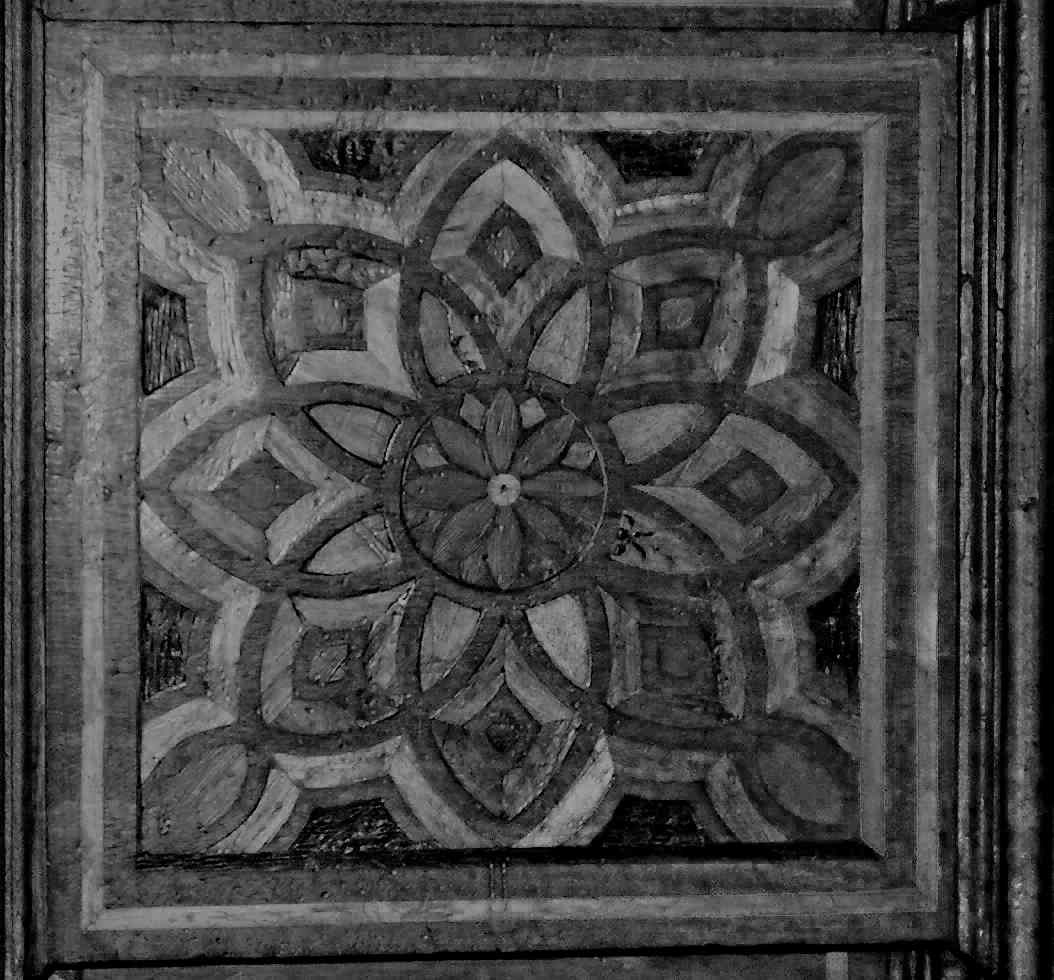
Fra Giovanni da Verona malte dieses Bild als Intarsie in der Sacrestia di Santa Maria in Organo. Es veranschaulicht eine zyklische Gruppe der Ordnung 8 samt einer Untergruppe der Ordnung 4.
Der Entwurf von Bramante zum Petersdom. Unter anderem ist es eine Drehgruppe der Ordnung 4. Tatsächlich ist mathematisch noch mehr darin versteckt. Es ist ein Fraktal.
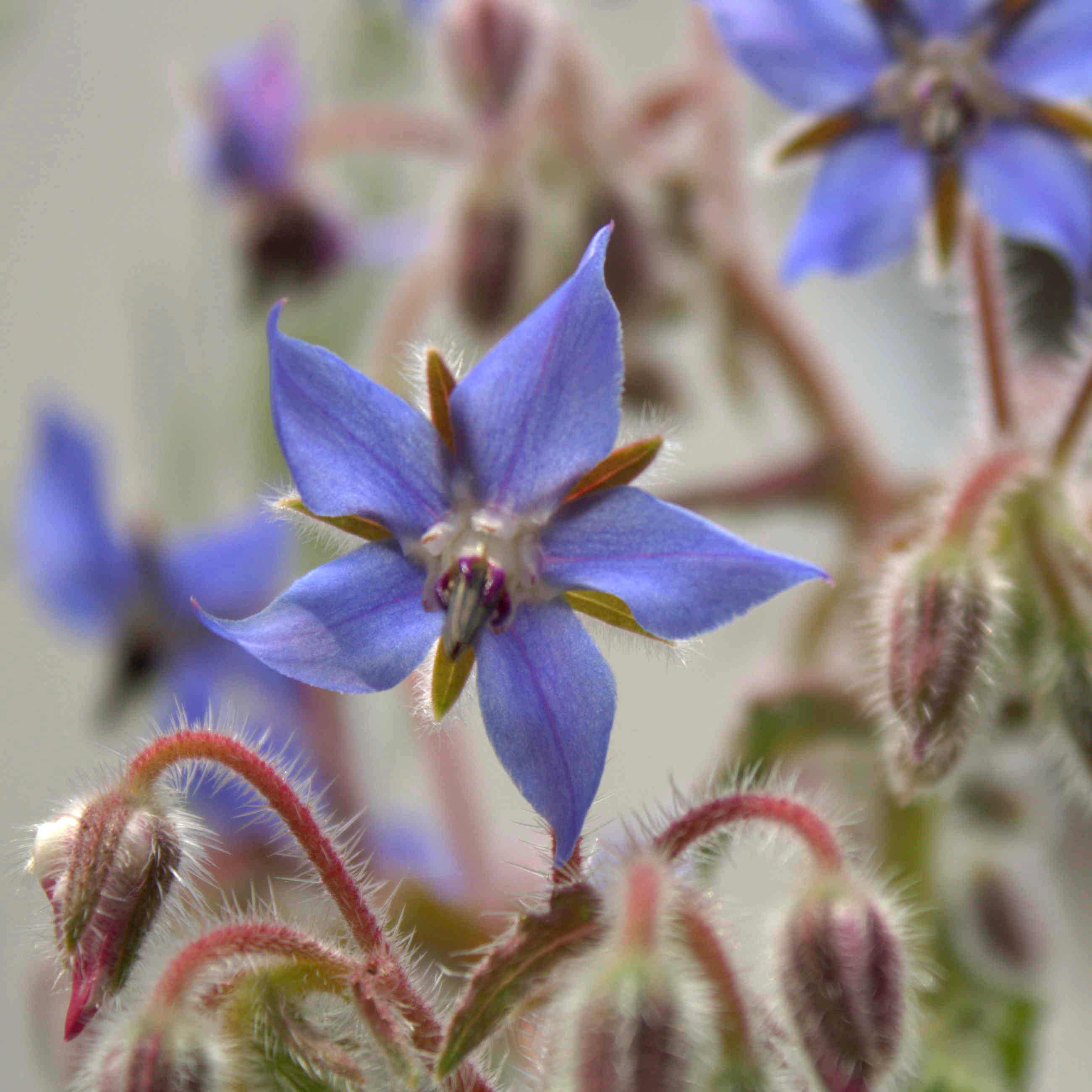
Die Blüte zeigt die Symmetrie der Drehgruppe der Ordnung 5. Auch das entstehende  Pentagramm ist deutlich zu erkennen.

## Faktorgruppen
Ist {\displaystyle U\hookrightarrow A} eine Untergruppe, so definiert {\displaystyle a\sim a'\iff a-a'\in U} eine Äquivalenzrelation. Sind {\displaystyle a,a',b,b'\in A} und sind {\displaystyle a\sim a',b\sim b'} so ist {\displaystyle a+b\sim a'+b'}. Die Äquivalenzrelation heißt verträglich mit der Addition. Sei {\displaystyle A/U:=\{a+U|a\in A\}=} Menge der Äquivalenzklassen. Auf {\displaystyle A/U} wird eine Addition erklärt.
{\displaystyle (a+U)+(b+U)\colon =(a+b)+U}.
Wollen wir tatsächlich in {\displaystyle A/U} rechnen, so genügt es sich auf ein Repräsentantensystem von {\displaystyle A/U} zu beschränken. Denn jede Äquivalenzklasse ist durch ein Element aus der Äquivalenzklasse eindeutig bestimmt. Es ist {\displaystyle a\sim a'\iff a+U=a'+U}.
- Ist {\displaystyle U\hookrightarrow \mathbb {Z} } eine Untergruppe von {\displaystyle \mathbb {Z} }, so ist {\displaystyle U} zyklisch. Das heißt, es gibt ein {\displaystyle n\in \mathbb {N} } mit {\displaystyle U=n\cdot \mathbb {Z} }. Ist {\displaystyle a\in U}, so gibt es einen positiven Repräsentanten in der Äquivalenzklasse von {\displaystyle a}. Es ist daher keine Einschränkung, wenn wir {\displaystyle a\in \mathbb {N} } voraussetzen. Wir erhalten einen Repräsentanten von {\displaystyle a+U} durch Teilen mit Rest. Es ist für zwei positive {\displaystyle a\sim a'} genau dann, wenn sie beim Teilen durch {\displaystyle n} den gleichen Rest lassen.  Es ist dann {\displaystyle \{0,\dots ,n-1\}} ein Repräsentantensystem von {\displaystyle \mathbb {Z} /n\cdot \mathbb {Z} }. Bezeichnet {\displaystyle a\mod n} der Rest, der beim Teilen von {\displaystyle a} durch {\displaystyle n} sich ergibt, so entspricht dem Rechnen in {\displaystyle \mathbb {Z} /n\cdot \mathbb {Z} } folgende 'Addition':  {\displaystyle a+_{n}b:=(a+b)\mod n} für {\displaystyle a,b\in \{0,\dots ,n-1\}}. Den Index {\displaystyle n} beim {\displaystyle +} Zeichen lässt man weg. So ergibt in {\displaystyle \mathbb {Z} /11\cdot \mathbb {Z} } zum Beispiel {\displaystyle 7+5=1{\bmod {1}}1}.[5]
- {\displaystyle \mathbb {Z} } ist eine Untergruppe von {\displaystyle \mathbb {R} }. Ein Repräsentantensystem von {\displaystyle \mathbb {R} /\mathbb {Z} } ist das rechts offene Einheitsintervall {\displaystyle [0,1[}. In diesem Repräsentantesystem rechnet man folgendermaßen: {\displaystyle (a+b){\bmod {1}}=(a+b)-[a+b]}. Dabei ist {\displaystyle [x]:=} größte ganze Zahl {\displaystyle \leq x}. Es ist daher für {\displaystyle a,b\in [0,1[}: {\displaystyle (a+b){\bmod {1}}={\begin{cases}a+b{\text{ falls }}a+b<1\\a+b-1{\text{ falls }}a+b\geq 1\end{cases}}}
- Die besonderen Eigenschaften der Untergruppe {\displaystyle \mathbb {Q} /\mathbb {Z} } von {\displaystyle \mathbb {R} /\mathbb {Z} } kommen etwas weiter unten zur Sprache.

## Homomorphismen

### Definition
Sind {\displaystyle A,B} abelsche Gruppen, so heißt eine Abbildung {\displaystyle f\colon A\rightarrow B} Homomorphismus , wenn für alle {\displaystyle a,b\in A} gilt: {\displaystyle f(a+b)=f(a)+f(b)}.

### Beispiele  für Homomorphismen
- Die Identität und die Nullabbildung {\displaystyle A\ni a\mapsto 0\in B} sind  stets Homomorphismen. Zu jeder abelschen Gruppe {\displaystyle A} gibt es genau einen Morphismus {\displaystyle 0\to A}. Genauso gibt es genau einen Homomorphismus {\displaystyle A\to 0}.
- Ist {\displaystyle U\hookrightarrow A}  eine Untergruppe von {\displaystyle A}, so ist die Inklusionsabbildung ein Homomorphismus.
- Die Abbildung {\displaystyle 2*\colon \mathbb {Z} \ni x\mapsto 2\cdot x\in \mathbb {Z} } ist ein Homomorphismus. Allgemein: Ist {\displaystyle a\in \mathbb {Z} } so ist die Multiplikation mit {\displaystyle a}, also die Abbildung {\displaystyle a*\colon \mathbb {Z} \ni x\mapsto a\cdot x\in \mathbb {Z} }, ein Homomorphismus. Dies ist äquivalent zum Distributivgesetz, welches besagt: Für alle {\displaystyle a,b,c\in \mathbb {Z} } gilt: {\displaystyle a\cdot (b+c)=a\cdot b+a\cdot c}. Die Multiplikationen sind auch die einzigen Homomorphismen  {\displaystyle \mathbb {Z} \to \mathbb {Z} } das heißt: Ist {\displaystyle f\colon \mathbb {Z} \to \mathbb {Z} } ein Homomorphismus, so gibt es ein {\displaystyle a\in \mathbb {Z} } mit {\displaystyle f(z)=a\cdot z} für alle {\displaystyle z\in \mathbb {Z} }.
- Ist {\displaystyle a\in \mathbb {Q} ^{*}}, so ist die Abbildung {\displaystyle \mathbb {Z} \ni x\mapsto a^{x}\in \mathbb {Q} } ein Homomorphismus, von der additiven Gruppe {\displaystyle \mathbb {Z} } in die multiplikative Gruppe {\displaystyle \mathbb {Q} ^{*}}.
- Die natürliche Exponentialfunktion: {\displaystyle \exp \colon \mathbb {R} \ni x\mapsto \exp(x)=e^{x}\in \mathbb {R} ^{+}}  ist ein Homomorphismus abelscher Gruppen. Sie bildet die additive Gruppe {\displaystyle \mathbb {R} } bijektiv in die multiplikative Gruppe {\displaystyle \mathbb {R} ^{+}} ab. Die Umkehrabbildung ist der natürliche Logarithmus.
- Die Verkettung von Homomorphismen ist ein Homomorphismus. Die Klasse der abelschen Gruppen, zusammen mit den Homomorphismen bilden eine Kategorie (Mathematik) {\displaystyle {\mathcal {A}}}. Diese ist der Prototyp einer abelschen Kategorie.

### Universelle Eigenschaft der ganzen Zahlen
- Zu jeder Gruppe {\displaystyle A} und jedem {\displaystyle a\in A} gibt es genau einen Homomorphismus {\displaystyle \Phi _{a}\colon \,\mathbb {Z} \to A} mit {\displaystyle \Phi _{a}(1)=a}. Es ist dann {\displaystyle \Phi _{a}(2)=a*a}, und {\displaystyle \Phi _{a}(-1)=a^{-1}}. Allgemein ist

{\displaystyle \Phi _{a}(z)=\left\{{\begin{matrix}\underbrace {a+a+\ldots +a} _{z\ \mathrm {mal} }&{\text{falls }}&z\geq 0,\\-(\Phi _{a}(|z|))&{\text{ falls }}&z<0.\\\end{matrix}}\right.}.
Es ist {\displaystyle (\mathbb {Z} ,+)} eine freie abelsche Gruppe mit Basis {\displaystyle \{1\}}.
- Es liegt nahe für {\displaystyle z\in \mathbb {Z} } und {\displaystyle a\in A} zu definieren: {\displaystyle a\cdot z:=\Phi _{a}(z)}. Es gilt dann:

1. {\displaystyle a\cdot 0=0}. (Achtung! Es kann verwirren, dass auf beiden Seiten der Gleichung das gleiche Zeichen {\displaystyle 0} verwendet wird. Auf der linken Seite der Gleichung steht das neutrale Element in {\displaystyle \mathbb {Z} }. Auf der rechten Seite der Gleichung steht das neutrale Element in {\displaystyle A}. Beide Male sind die verschiedenen neutralen Elemente mit {\displaystyle 0} geschrieben.)
2. Für alle {\displaystyle a\in A} ist {\displaystyle a\cdot 1=a}.
3. Für alle {\displaystyle z_{1},z_{2}\in \mathbb {Z} } und alle {\displaystyle a\in A} ist {\displaystyle a\cdot (z_{1}\cdot z_{2})=(a\cdot z_{1})\cdot z_{2}}.
4. Für alle {\displaystyle a\in A} und alle {\displaystyle z_{1},z_{2}\in \mathbb {Z} } ist {\displaystyle a\cdot (z_{1}+z_{2})=a\cdot z_{1}+a\cdot z_{2}}.
5. Für alle {\displaystyle a_{1},a_{2}\in A} und alle {\displaystyle z\in \mathbb {Z} } ist {\displaystyle (a_{1}+a_{2})\cdot z=a_{1}\cdot z+a_{2}\cdot z}.

- Jeder Modul wird auf diese Weise zu einem {\displaystyle \mathbb {Z} }-Modul. Ist {\displaystyle f\colon \,A\to B} ein Homomorphismus, so ist für alle {\displaystyle a\in A,z\in Z}: {\displaystyle f(a\cdot z)=f(a)\cdot z}.

- Es lohnt sich die vorletzte  Aussage für eine Gruppe {\displaystyle (Q,\cdot )} zu übersetzen, die multiplikativ geschrieben wird. In diesem Falle ist das Neutralelement in {\displaystyle Q} die {\displaystyle 1}. Zu jedem beliebigen {\displaystyle q\in Q} gibt es genau einen Homomorphismus {\displaystyle \Phi _{q}\colon \,\mathbb {Z} \to Q} mit {\displaystyle \Phi _{q}(1)=q}. Es ist {\displaystyle \Phi _{q}(2)=q\cdot q=q^{2},\Phi _{q}(-1)=q^{-1}}. Allgemein ist {\displaystyle \Phi _{q}(z)=q^{z}}. Die obigen Gesetze besagen dann:

1. Für alle {\displaystyle q\in Q} ist {\displaystyle q^{0}=1}.
2. Für alle {\displaystyle q\in Q,z_{1},z_{2}\in Z} ist {\displaystyle q^{(z_{1}\cdot z_{2})}=(q^{z_{1}})^{z_{2}}}.
3. Für alle {\displaystyle q\in Q,z_{1},z_{2}\in Z} ist {\displaystyle q^{z_{1}+z_{2}}=q^{z_{1}}\cdot q^{z_{2}}}.
4. Für alle {\displaystyle q_{1},q_{2}\in Q,z\in Z} ist {\displaystyle (q_{1}\cdot q_{2})^{z}=q_{1}^{z}\cdot q_{2}^{z}}. Wird für {\displaystyle Q} die Menge der rationalen oder reellen Zahlen {\displaystyle \neq 0} eingesetzt, so ergeben sich die aus der Schule bekannten Gesetze für das Rechnen mit Exponenten.

### Eigenschaften von Homomorphismen
Ist {\displaystyle \alpha \colon A\to B} ein Homomorphismus, und sind {\displaystyle U\hookrightarrow A} beziehungsweise {\displaystyle V\hookrightarrow B} Untergruppen, so sind {\displaystyle \alpha ^{-1}(V)\hookrightarrow A} und {\displaystyle \alpha (U)\hookrightarrow B} Untergruppen. Insbesondere sind {\displaystyle \operatorname {Kern} (\alpha ):=\{a|a\in A,\alpha (a)=0\}} und {\displaystyle \alpha (A):=\operatorname {Bild} (\alpha )=\{\alpha (a)|a\in A\}} Untergruppen. Hieraus folgt:
- Ist {\displaystyle A} eine Gruppe und {\displaystyle n} eine natürliche Zahl, so ist {\displaystyle A\cdot n:=\{a\cdot n|a\in A\}} und {\displaystyle A[n]:=\{a|a\cdot n=0\}} Untergruppen von {\displaystyle A}. Dies gilt, da die Multiplikation mit {\displaystyle n} ein Homomorphismus ist.
- {\displaystyle T(A):=\sum \limits _{n\in \mathbb {N} }A[n]=\{a|a\in A{\text{ es gibt }}n\in \mathbb {N} {\text{ mit }}a\cdot n=0\}} ist Untergruppe von {\displaystyle A}. Dies ist die Torsionsuntergruppe  von {\displaystyle A}. Ist {\displaystyle T(A)=0}, so heißt {\displaystyle A} torsionsfrei. Für jede Gruppe ist {\displaystyle A/T(A)} torsionsfrei. Die Torsionsuntergruppe von {\displaystyle \mathbb {R} /\mathbb {Z} } ist {\displaystyle \mathbb {Q} /\mathbb {Z} }.
- Ist {\displaystyle f\colon A\to B} ein Homomorphismus und ist {\displaystyle \operatorname {Kern} (f)} von {\displaystyle n} Elementen erzeugt und ist {\displaystyle \operatorname {Bild} (f)} von {\displaystyle m} Elementen erzeugt, so ist {\displaystyle A} von {\displaystyle n+m} Elementen erzeugt.
- Jede Untergruppe von {\displaystyle \mathbb {Z} ^{n}} ist von maximal {\displaystyle n} Elementen erzeugt.

#### Injektive Homomorphismen
- Ist {\displaystyle \alpha \colon A\to B} ein bijektiver Homomorphismus, so ist auch die Umkehrabbildung {\displaystyle \alpha ^{-1}\colon B\to A} ein Homomorphismus. In diesem Fall heißt {\displaystyle \alpha } Isomorphismus. Gibt es einen Isomorphismus zwischen {\displaystyle A} und {\displaystyle B} so heißen {\displaystyle A,B} isomorph.
- Ist {\displaystyle \alpha \colon A\to B} ein Homomorphismus, so sind folgende Aussagen  äquivalent. In diesem Fall heißt {\displaystyle \alpha } Monomorphismus.

1. {\displaystyle \alpha } ist als Abbildung injektiv.
2. {\displaystyle \operatorname {Kern} (\alpha )=0}.
3. Für alle abelschen Gruppen {\displaystyle C} und alle Homomorphismen {\displaystyle f,g\colon C\to A} mit {\displaystyle \alpha \circ f=\alpha \circ g} ist {\displaystyle f=g}. Es ist {\displaystyle \alpha } links kürzbar.

- Die Verkettung von Monomorphismen ist ein Monomorphismus. Das heißt genauer: Sind {\displaystyle \alpha \colon A\to B,\beta \colon B\to C} Monomorphismen, so ist {\displaystyle \beta \circ \alpha \colon A\to C} ein Monomorphismus.

#### Surjektive Homomorphismen
Ist {\displaystyle \alpha \colon A\to B} ein Homomorphismus, so sind die folgenden Aussagen äquivalent. Dann heißt {\displaystyle \alpha } Epimorphismus.
1. {\displaystyle \alpha } ist als Abbildung surjektiv.
2. {\displaystyle B/\alpha (A)=0}.
3. Für alle Gruppen {\displaystyle C} und alle {\displaystyle f,g\colon B\to C} gilt: Ist {\displaystyle f\alpha =g\alpha }, so ist {\displaystyle f=g}. Es ist {\displaystyle \alpha } auf der rechten Seite kürzbar.

- Ist {\displaystyle U\hookrightarrow A} eine Untergruppe, so ist die Abbildung {\displaystyle \pi _{U}\colon A\ni a\mapsto a+U\in A/U} ein Epimorphismus.
- Die Verkettung von Epimorphismen ist ein Epimorphismus. Das heißt genauer: Sind {\displaystyle f\colon A\to B} und {\displaystyle g\colon B\to C} Epimorphismen, so ist {\displaystyle g\circ f} ein Epimorphismus. Er heißt kanonischer Epimorphismus.
- Sind {\displaystyle f\colon A\to B} und {\displaystyle g\colon B\to C} Homomorphismen und ist {\displaystyle g\circ f} ein Epimorphismus, so ist {\displaystyle g} ein Epimorphismus.

#### Isomorphismus, Isomorphiesätze
Ein bijektiver Homomorphismus {\displaystyle f\colon A\rightarrow B} heißt Isomorphismus. Dies ist genau dann der Fall, wenn er monomorph und epimorph ist. Es gelten die folgenden Sätze.
- Homomorphiesatz: Sei {\displaystyle \alpha \colon A\rightarrow B} ein Homomorphismus. {\displaystyle \pi \colon A\rightarrow A/\operatorname {Kern} (\alpha )} der kanonische Epimorphismus. Dann ist  {\displaystyle \alpha ^{*}\colon A/\operatorname {Kern} (\alpha )\ni \pi (a)\mapsto \alpha (a)\in B} ein Monomorphismus mit {\displaystyle \alpha ^{*}\circ \pi =\alpha }. Insbesondere ist {\displaystyle A/\operatorname {Kern} (\alpha )\cong \alpha (A)}.[7] Es ist folgendes Diagramm kommutativ. Homomorphiesatz

Homomorphiesatz

Der Homomorphiesatz gilt allgemein für Gruppen.
- Erster Isomorphiesatz: Seien {\displaystyle B,C} Untergruppen von {\displaystyle A}. Dann gilt: {\displaystyle B+C/C\cong B/B\cap C}.[8]
- Zweiter Isomorphiesatz:  Seien {\displaystyle C\hookrightarrow B\hookrightarrow A} Untergruppen. Dann gilt : {\displaystyle A/B\cong (A/C)/(B/C)}.[9]

#### Der Funktor Hom(A, –)
- Sind {\displaystyle A,B} Gruppen, so ist die Menge {\displaystyle \operatorname {Hom} (A,B)=\{f|f\colon A\to B,\ f{\text{ ist Homomorphismus }}\}} eine Gruppe. Die Addition ist erklärt durch: {\displaystyle (f+g)(a):=f(a)+g(a)}.
  - Es ist {\displaystyle \operatorname {Hom} (\mathbb {Q} ,A)=0} für jede endlich erzeugte Gruppe {\displaystyle A}.
  - Ist der größte gemeinsame Teiler zwei Zahlen {\displaystyle a,b} gleich {\displaystyle 1}, so ist {\displaystyle \operatorname {Hom} (\mathbb {Z} /a\mathbb {Z} ,\mathbb {Z} /b\mathbb {Z} )=0}.
  - Für alle abelschen Gruppen {\displaystyle A} ist {\displaystyle A\cong \operatorname {Hom} (\mathbb {Z} ,A)}. Diese Isomorphie ist ein funktorieller Isomorphismus. Genauer wird dies weiter unten ausgeführt.
- Ist {\displaystyle f\colon B\to C} ein Homomorphismus, so ist die Zuordnung {\displaystyle \operatorname {Hom} (A,f)\colon \operatorname {Hom} (A,B)\ni \alpha \mapsto f\circ \alpha \in \operatorname {Hom} (A,C)} ein Homomorphismus. Für {\displaystyle f\colon B\to C,g\colon C\to D} gilt: {\displaystyle \operatorname {Hom} (A,g\circ f)=\operatorname {Hom} (A,g)\circ \operatorname {Hom} (A,f)}. Ist {\displaystyle 1_{B}} die Identität auf {\displaystyle B}, so ist {\displaystyle \operatorname {Hom} (A,1_{B})} die Identität auf {\displaystyle \operatorname {Hom} (A,B)}. Ist {\displaystyle f\colon B\to C} ein Isomorphismus, so ist {\displaystyle \operatorname {Hom} (A,f)\colon \operatorname {Hom} (A,B)\to \operatorname {Hom} (A,C)} ein Isomorphismus.   Wird
  - Jeder abelschen Gruppe {\displaystyle B} die abelsche Gruppe {\displaystyle \operatorname {Hom} (A,B)} und
  - jedem Homomorphismus {\displaystyle f\colon A\to B} der Homomorphismus  {\displaystyle \operatorname {Hom} (A,f)} zugeordnet, so erhält man den Funktor {\displaystyle \operatorname {Hom} (A,-)} von der Kategorie der abelschen Gruppen {\displaystyle {\cal {A}}} in die Kategorie {\displaystyle {\cal {A}}}.
- Die letzte Aussage wirft ein Licht auf die universelle Eigenschaft von {\displaystyle \mathbb {Z} }. Da es zu jedem {\displaystyle a\in A} einen eindeutig bestimmten Homomorphismus {\displaystyle \Phi _{a}\colon \mathbb {Z} \to A} mit {\displaystyle \Phi _{a}(1)=a} gibt, ist die Zuordnung {\displaystyle \Phi (A)\colon A\ni a\mapsto \Phi _{a}\in \operatorname {Hom} (\mathbb {Z} ,A)} eine Funktion. Es gilt genauer: Die Familie der Abbildungen: {\displaystyle \{\Phi (A)|A{\text{ abelsche Gruppe }}\}} hat die folgende Eigenschaft: Für alle {\displaystyle A,B\in {\cal {A}}} und alle Homomorphismen {\displaystyle f\colon A\to B} ist {\displaystyle \Phi (B)\circ f=\operatorname {Hom} (\mathbb {Z} ,f)\circ \Phi (A)}. Außerdem ist für alle {\displaystyle A\in {\cal {A}}} die Abbildung {\displaystyle \Phi (A)} ein Isomorphismus. Die Umkehrabbildung ist: {\displaystyle \Psi (A)\colon \operatorname {Hom} (\mathbb {Z} ,A)\ni \alpha \to \alpha (1)\in A}. Das heißt, folgendes Diagramm ist kommutativ für alle {\displaystyle A,B\in {\cal {A}}} und alle {\displaystyle f\colon A\to B} mit Isomorphismen {\displaystyle \Phi (A),\Phi (B)}.Das Diagramm beschreibt den funktoriellen Isomomorphismus A nach Hom(Z,A) Das heißt unter anderem {\displaystyle f\colon A\to B} ist Monomorphismus oder Epimorphismus genau dann, wenn {\displaystyle \operatorname {Hom} (\mathbb {Z} ,f)} dies ist.
- Hom(G,-)  und exakte Folgen: Ist {\displaystyle 0\to A{\overset {\alpha }{\longrightarrow }}B{\overset {\beta }{\longrightarrow }}C} eine exakte Folge exakte Folge abelscher Gruppen, so ist für jede Gruppe {\displaystyle G} die induzierte Folge {\displaystyle 0\to \operatorname {Hom} (G,A){\overset {\alpha ^{*}}{\longrightarrow }}\operatorname {Hom} (G,B){\overset {\beta ^{*}}{\longrightarrow }}\operatorname {Hom} (G,C)} exakt.[10] Dabei ist {\displaystyle \alpha ^{*}=\operatorname {Hom} (G,\alpha )}. Der Funktor {\displaystyle \operatorname {Hom} (G,-)} heißt links exakt. Ist {\displaystyle \beta } ein Epimorphismus, so ist normalerweise {\displaystyle \operatorname {Hom} (G,\beta )} kein Epimorphismus.
- Für {\displaystyle \operatorname {End} (A):=\operatorname {Hom} (A,A)} gelten die folgenden Gesetze.
  - Für alle {\displaystyle f,g,h\in \operatorname {End} (A)} ist {\displaystyle f\circ (g+h)=f\circ g+f\circ h} und {\displaystyle (f+g)\circ h=f\circ h+g\circ h}.
  - Für alle {\displaystyle f\in \operatorname {End} (A)} ist {\displaystyle 1_{A}\circ f=f} und {\displaystyle f\circ 1_{A}=f}.
  - Für alle {\displaystyle f,g,h\in \operatorname {End} (A)} ist {\displaystyle f\circ (g\circ h)=(f\circ g)\circ h}. {\displaystyle \operatorname {End} (A)} ist ein unitärer Ring.

## Verallgemeinerungen, Weiterführendes
Die Theorie der abelschen Gruppen ist reichhaltig. Hier sei auf einige grundlegende Begriffe hingewiesen. Manchmal gibt es in den verlinkten Wikipedia-Artikeln weitere Informationen zu Teilaspekten abelscher Gruppen.
- Jeder Modul ist ein Modul über dem Ring {\displaystyle \mathbb {Z} } (siehe oben). Wird {\displaystyle \mathbb {Z} } durch einen beliebigen Ring {\displaystyle R} ersetzt, erhalten wir einen {\displaystyle R}-Modul. Sätze über abelsche Gruppen können so oft auf Moduln über Hauptidealbereichen übertragen werden. Ein Beispiel ist die Klassifikation endlich erzeugter abelscher Gruppen (siehe unten).
- Torsionsgruppen: Ein {\displaystyle a\in A} heißt Torsionselement, wenn es eine natürliche Zahl gibt, so dass {\displaystyle a\cdot n=0}. Die Menge aller Torsionselemente in einer Gruppe {\displaystyle A} bilden eine Untergruppe. Beispielsweise ist {\displaystyle \mathbb {Q} /\mathbb {Z} } die Torsionsuntergruppe von {\displaystyle \mathbb {R} /\mathbb {Z} }.
- Direkte Summen abelscher Gruppen: Für den Fall zweier Untergruppen {\displaystyle U,V\hookrightarrow A} sei der Begriff hier erklärt. Ist {\displaystyle A=U+V} und {\displaystyle U\cap V=0}, so heißt {\displaystyle A} direkte Summe von {\displaystyle U,V}.
- Direktes Produkt.
- Freie abelsche Gruppe: Manche abelschen Gruppen haben so etwas wie eine Basis in einem Vektorraum. In der Theorie der {\displaystyle R}-Moduln spielen die freien Moduln eine große Rolle.
- Teilbare abelsche Gruppe.
- Endlich erzeugte abelsche Gruppe. Ihre Struktur ist so ziemlich geklärt. Sie sind direkte Summe von unzerlegbaren zyklischen Gruppen.
- Für beliebige abelsche Gruppen kann man analog zum Begriff der Dimension eines Vektorraums jeder abelschen Gruppe ihren Rang zuordnen. Er ist definiert als die größte Mächtigkeit einer {\displaystyle \mathbb {Z} }-linear unabhängigen Teilmenge. Die ganzen Zahlen und die rationalen Zahlen {\displaystyle \mathbb {Q} } haben Rang 1, so wie jede Untergruppe von {\displaystyle \mathbb {Q} }. Die abelschen Gruppen vom Rang 1 sind gut verstanden, dagegen sind für höhere Ränge noch viele Fragen offen. Abelsche Gruppen mit unendlichem Rang können extrem komplex sein und ihre offenen Fragen sind oft eng verbunden mit Fragen der Mengenlehre.

- Viele abelsche Gruppen haben eine natürliche Topologie, durch die sie zu topologischen Gruppen werden.